# Linaria cannabina
Il fanello, noto anche come fanello comune o fanello eurasiatico per differenziarlo dalle specie congeneri (Linaria cannabina (Linnaeus, 1758)), è un uccello passeriforme della famiglia Fringillidae.

## Etimologia
Il nome scientifico della specie, cannabina, deriva dal latino cannabinus (attraverso il greco κανναβις, kannabis) e significa "legato alla canapa", in virtù della dieta di questi uccelli.

## Descrizione

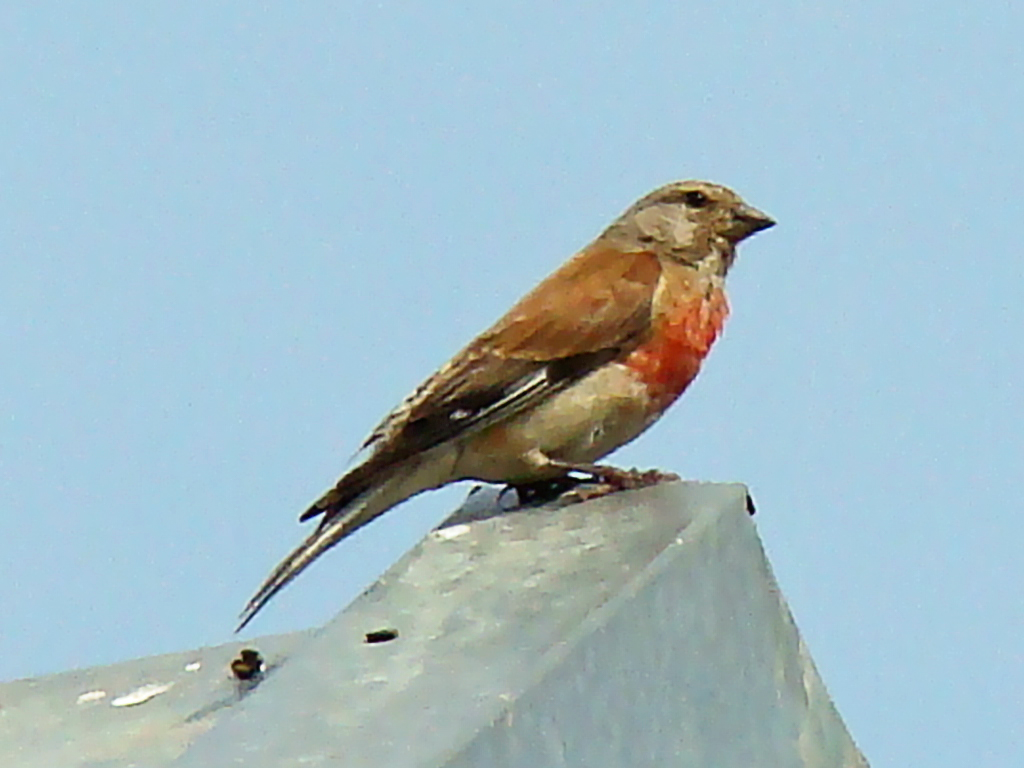
Maschio in Lituania.

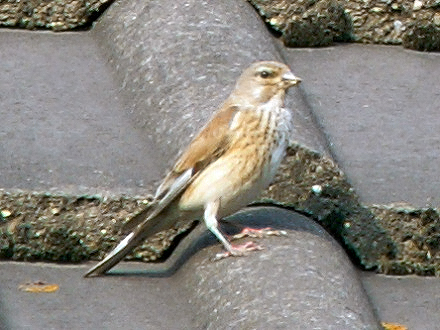
Femmina in natura.

### Dimensioni
Misura 13–14 cm di lunghezza, per un peso di 15-26 grammi e un'apertura alare di 23–25 cm.

### Aspetto
Si tratta di uccelletti dall'aspetto robusto, in particolar modo per quanto riguarda il quarto anteriore, caratterizzati da grossa testa arrotondata, piccolo becco conico, ali appuntite e coda allungata e dalla punta forcuta.
Il piumaggio è grigio-brunastro sulla testa, con sfumature color biancastro o nocciola su sopracciglio e mustacchio: le ali e le spalle sono anch'esse di color nocciola (le prime con remiganti nere con orlo bianco), con l'area centrale del dorso grigia e ben visibile quando l'uccello spiega le ali. La coda è anch'essa nera, con timoniere, sottocoda e ventre bianchi, fianchi bruno-rosati e gola biancastra con orlo inferiore picchiettato di nero. In generale, il piumaggio tende a schiarirsi seguendo un gradiente ovest-est.

Il dimorfismo sessuale è ben evidente, coi maschi che presentano petto, fronte, calotta e codione di colore rosso, oltre che sfumature rosso-aranciate anche su faccia e fianchi: le marcature rosse divengono particolarmente evidenti durante il periodo degli amori, mentre nelle femmine il pigmento rosso è del tutto assente ed anche il grigio cefalico è presente in maniera limitata, con livrea dominata dai toni del bruno. In ambedue i sessi, il becco è di colore nerastro (con parte basale inferiore più chiara), le zampe sono di color carnicino e gli occhi sono di colore bruno scuro.

## Biologia

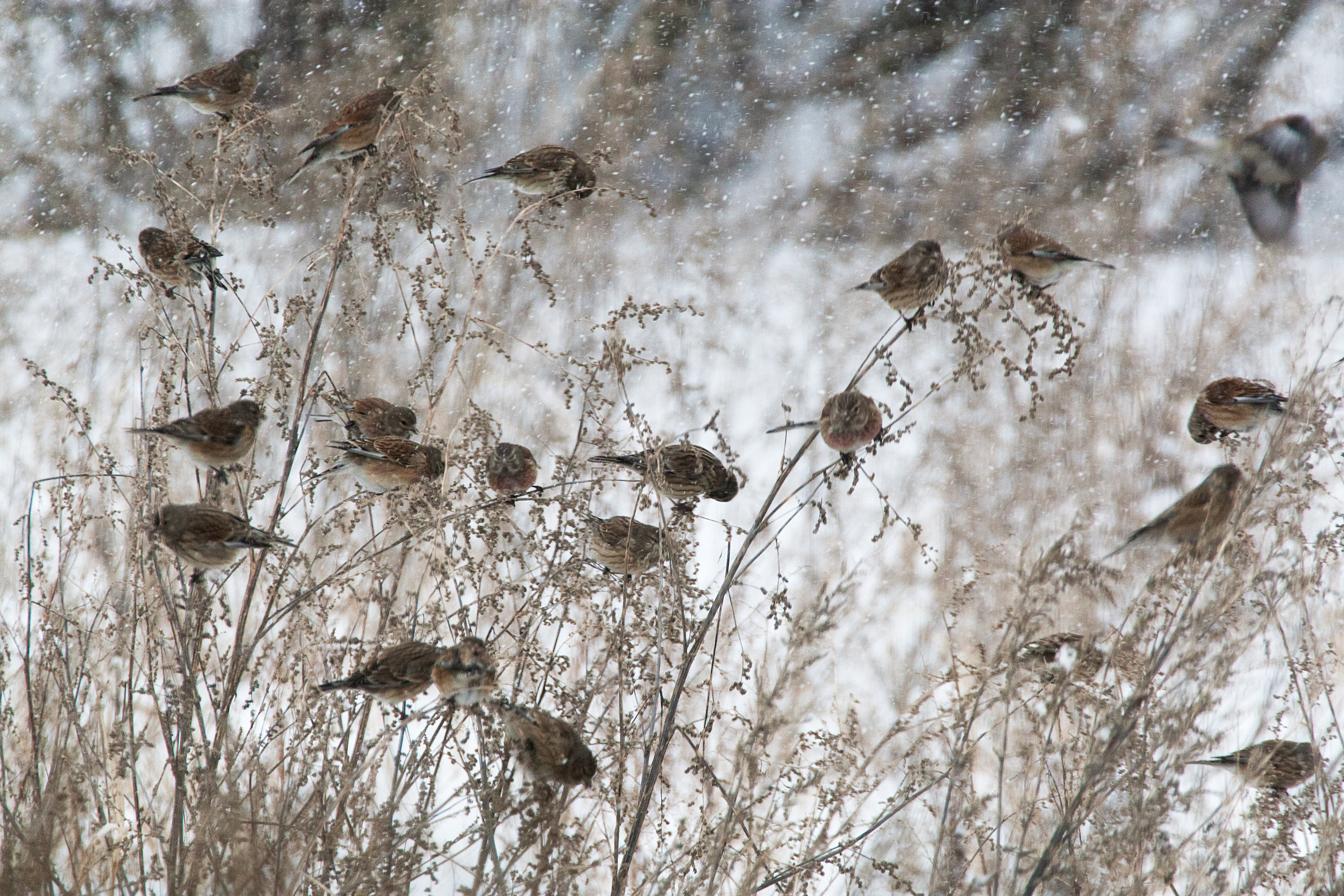
Gruppo di fanelli in Polonia.

Si tratta di uccelli diurni e gregari all'infuori della stagione degli amori, che si riuniscono in stormi (talvolta in associazione con altre specie, come l'affine fanello nordico) muovendosi assieme per la ricerca di cibo mantenendosi al suolo, fra l'erba alta o i cespugli.
Il canto di questi uccelli è melodioso e molto apprezzato in cattività: esso si distingue per la presenza di note metalliche e suoni ronzanti. I fanelli sono inoltre in grado di imitare i canti di altri fringillidi.

### Alimentazione

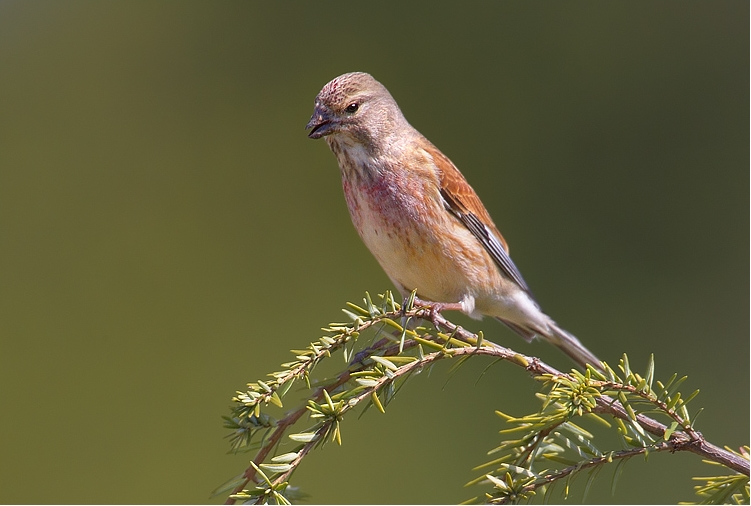
Un maschio si alimenta a Olomouc.

Il fanello è un uccelletto essenzialmente granivoro, la cui dieta si compone in massima parte di piccoli semi di piante erbacee, ma comprende anche bacche, foglioline, germogli e boccioli. Durante il periodo degli amori o le migrazioni, quando il fabbisogno energetico è molto più alto, questi uccelli si nutrono anche di insetti ed altri piccoli invertebrati.

### Riproduzione
La stagione degli amori va da aprile ad agosto: i maschi competono per le femmine cantando da posatoi in evidenza (cespugli, rocce o alberi), per poi corteggiare le eventuali interessate seguendole con becco semiaperto e penne arruffate. Si tratta di uccelli monogami, le cui coppie sono molto unite, ma solo durante il periodo riproduttivo.

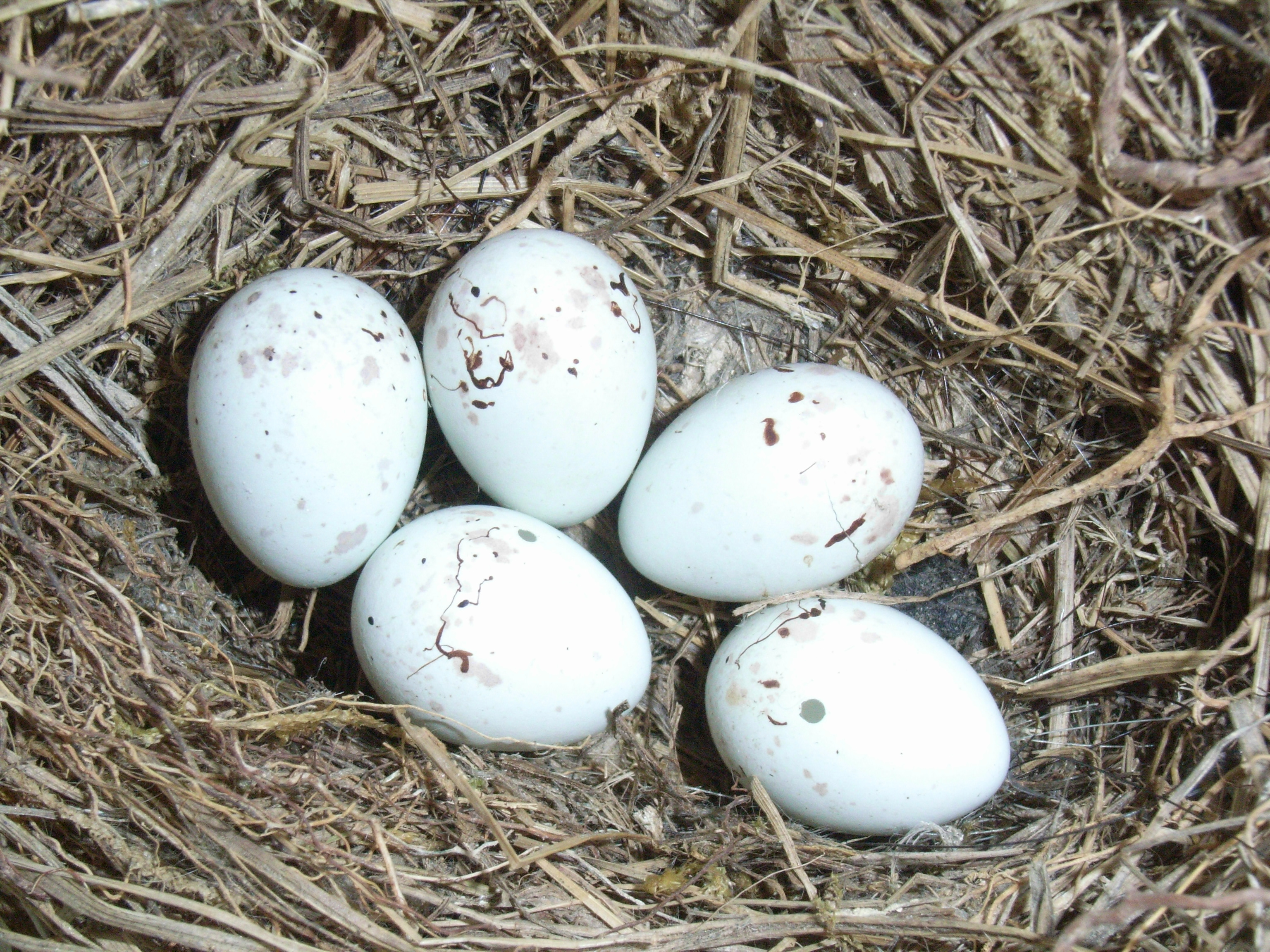
Nido con uova.

Il nido viene costruito dalla sola femmina: esso presenta forma a coppa e si compone di rametti e fibre vegetali intrecciate fra i cespugli, generalmente a poca altezza e non lontano da una fonte d'acqua. Al suo interno, appositamente foderato con lanugine, la femmina depone 4-6 uova azzurrine con sparse maculature bruno-violacee, che provvede a covare in solitudine per circa due settimane, col maschio che staziona di guardia nei pressi del nido e si occupa di reperire il cibo per entrambi.

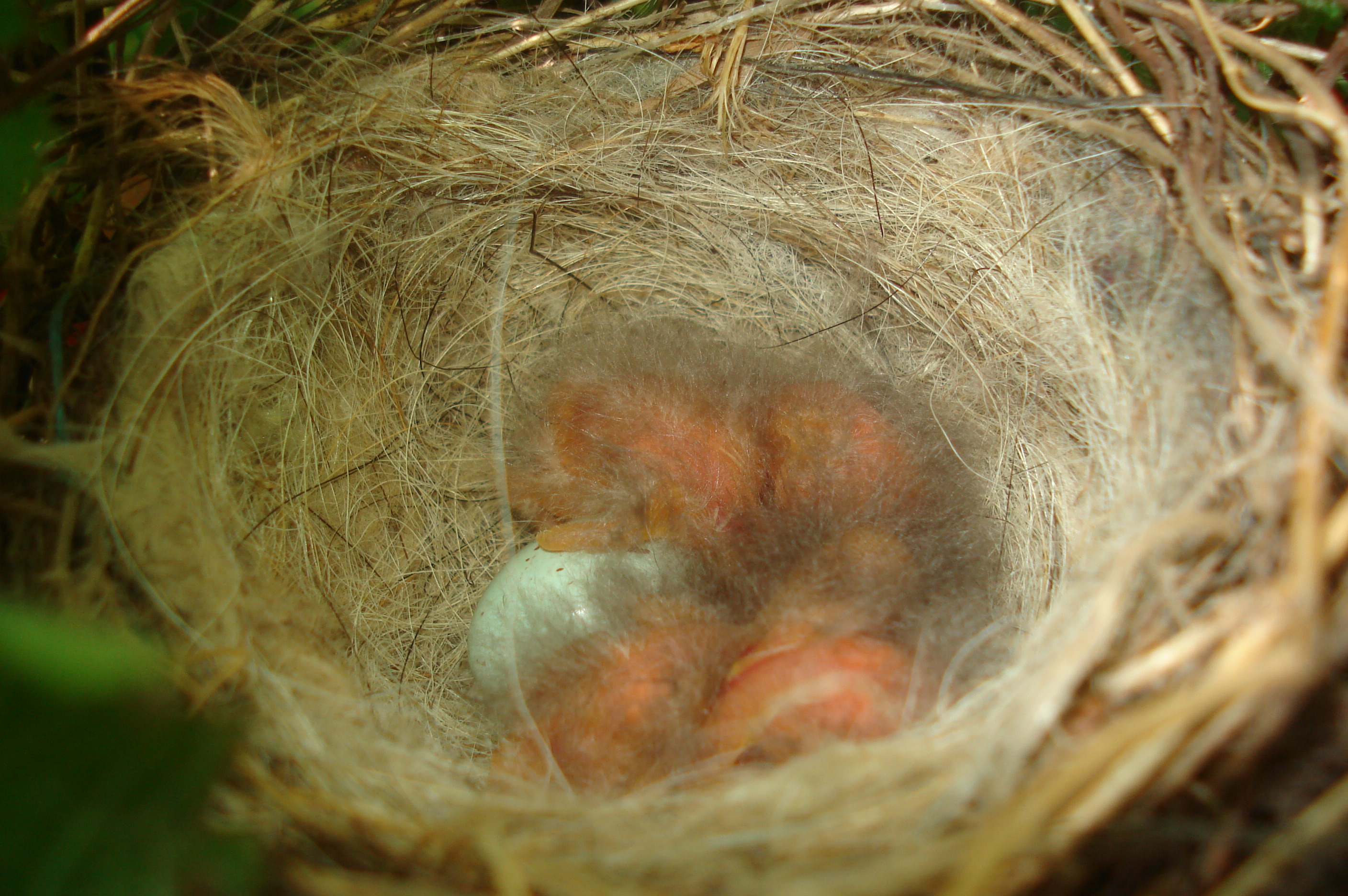
Nido con pulli.

I pulli, ciechi ed implumi alla nascita, vengono accuditi ed imbeccati da ambedue i genitori. Essi sono pronti per l'involo già attorno alle due settimane dalla schiusa, tuttavia tendono a rimanere nei pressi del nido ancora per ulteriori due settimane, chiedendo (sebbene sempre più sporadicamente) l'imbeccata ai genitori, i quali stanno generalmente apprestandosi a portare avanti una seconda covata: una volta indipendenti, i giovani fanelli si aggregano e si disperdono, allontanandosi dal nido.

## Distribuzione e habitat

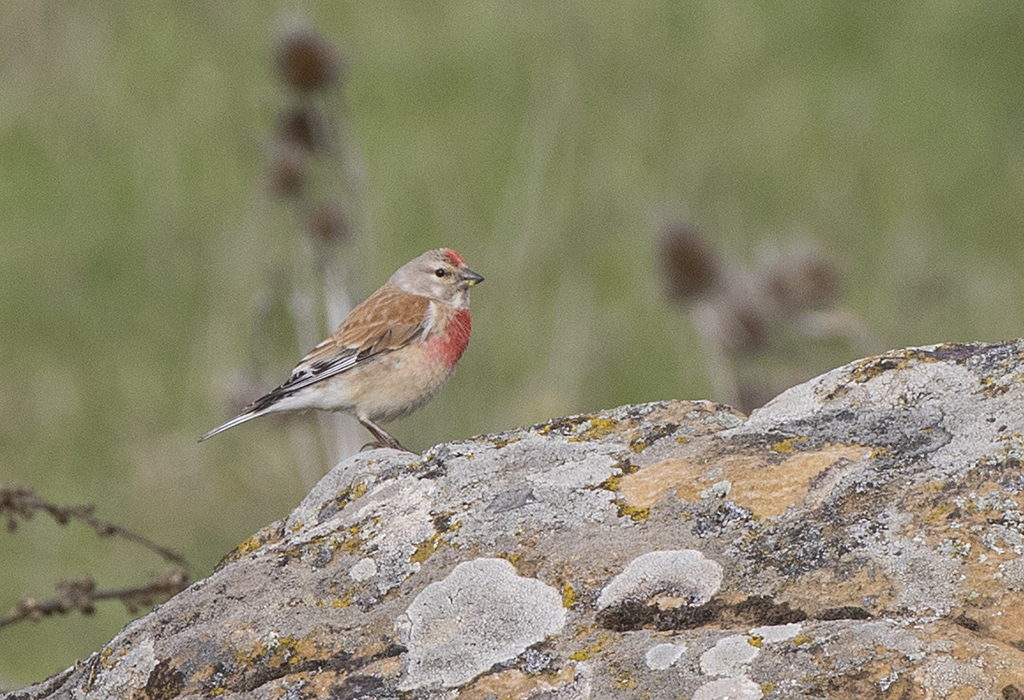
Esemplare ad Adana.

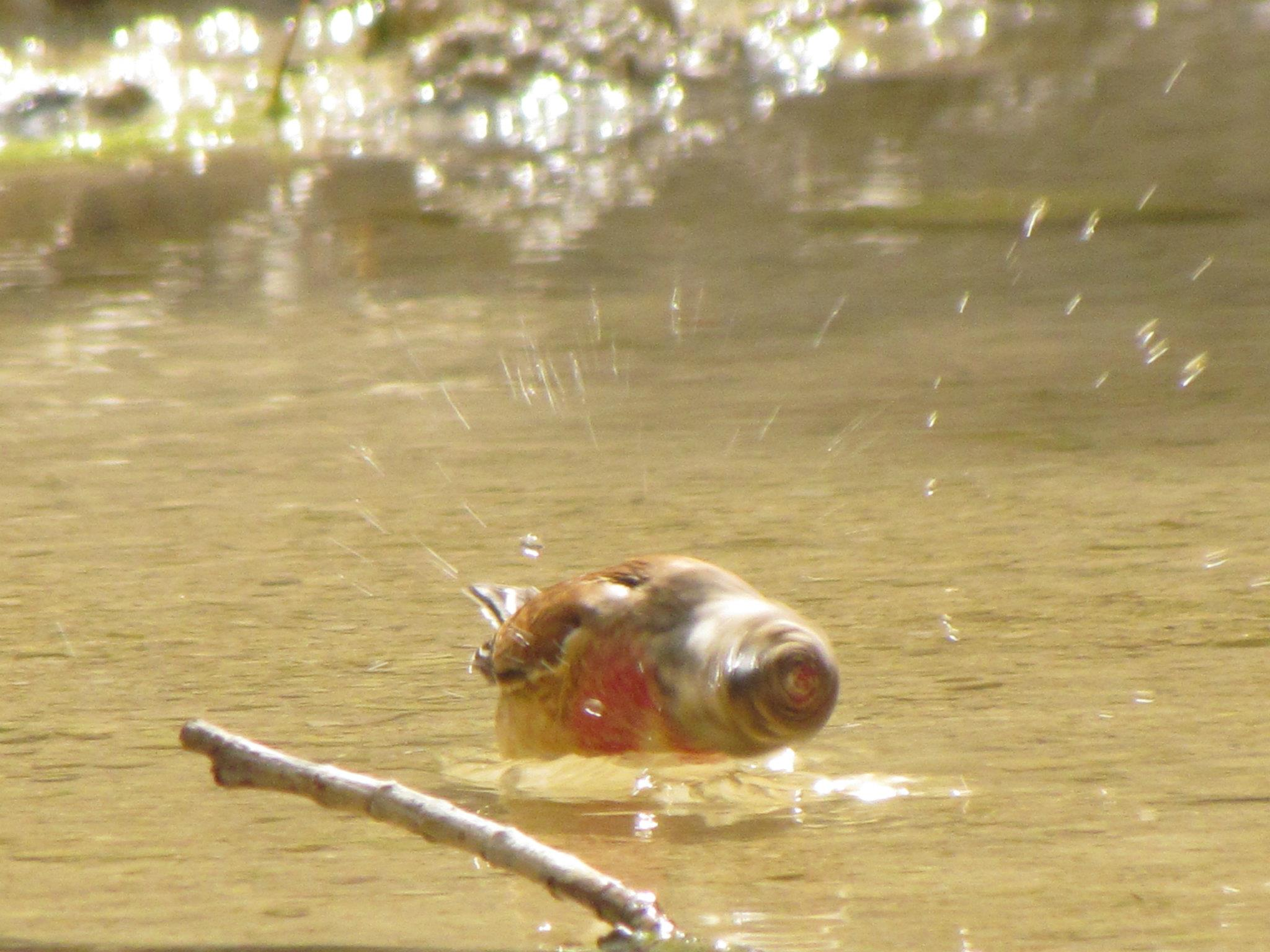
Maschio al bagno in Tunisia.

Il fanello occupa un areale che comprende gran parte dell'ecozona paleartica occidentale: mentre le popolazioni europee, mediorientali e dei monti dell'Atlante sono residenti, in Scozia, Scandinavia, Mar Baltico, Europa Orientale e buona parte dell'Asia Centrale la specie è presente solo d'estate, mentre in Iran, lungo le coste caspiche e Nordafrica è presente unicamente d'inverno.

In Italia, sebbene non molto comune, il fanello è residente in quasi tutto il territorio nazionale, fatta eccezione per la Pianura Padana (dove sverna) ed arco alpino (dove è presente solo per la nidificazione).
L'habitat di questi uccelli è rappresentato dalle aree aperte collinari o montane, dagli altipiani e dalle aree continentali a copertura prativa, con presenza di zone cespugliose (soprattutto a ginestrone) e particolare predilezione per le aree costiere durante i mesi freddi.

## Sistematica

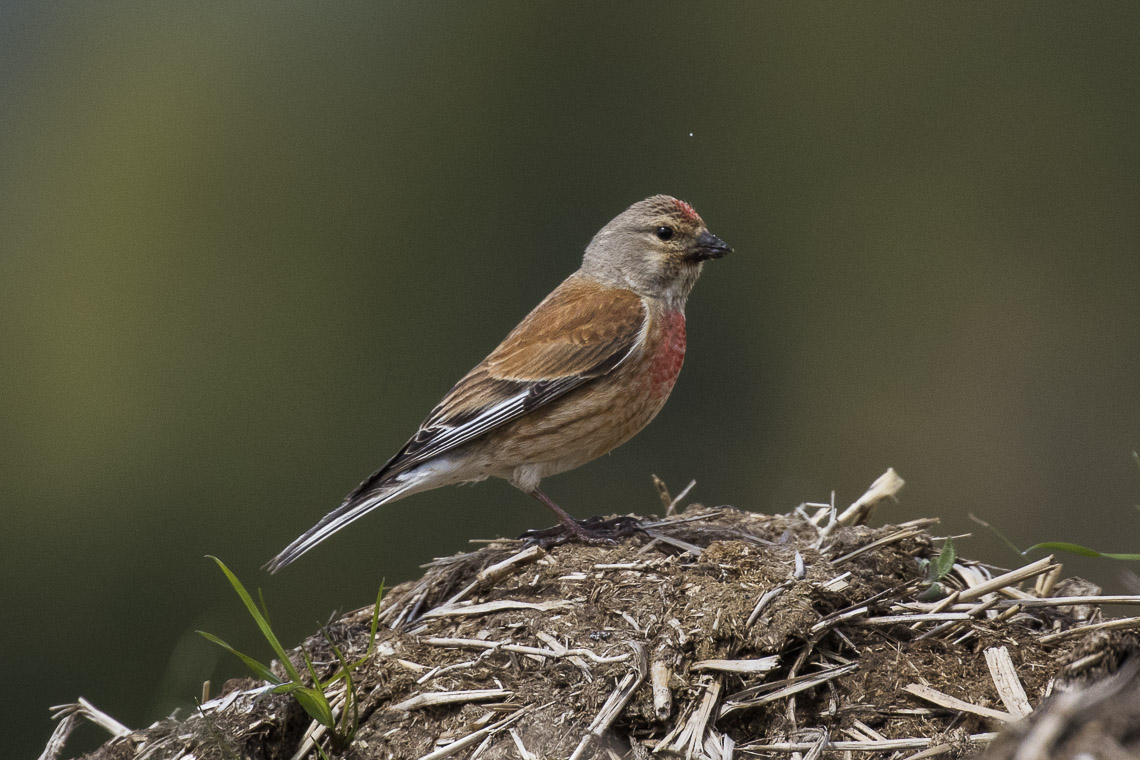
Maschio della sottospecie nominale in Val D'Aosta.

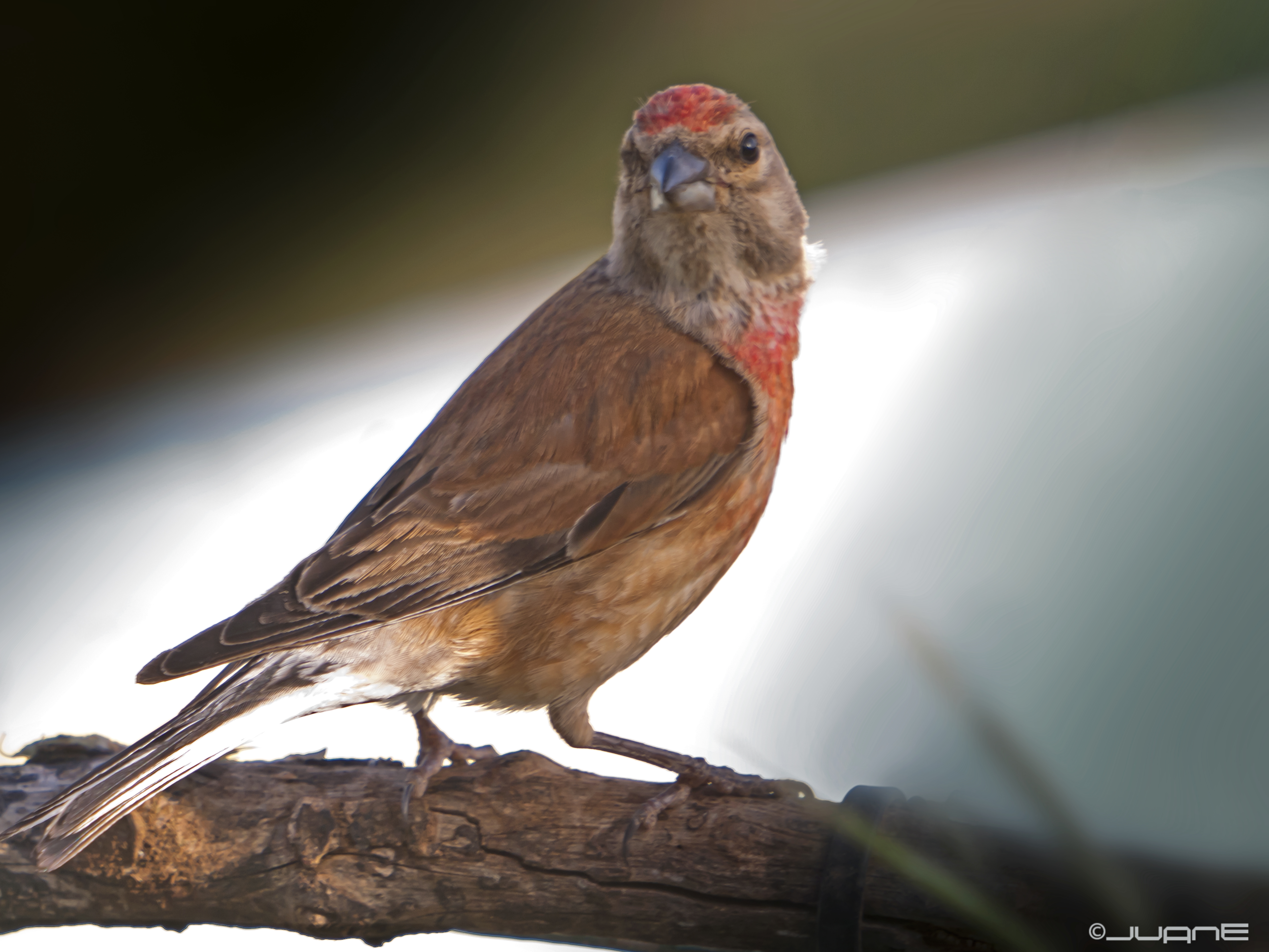
Maschio della sottospecie meadewaldoi a Las Palmas.

Se ne riconoscono sette sottospecie:
- Linaria cannabina cannabina (Linnaeus, 1758) - la sottospecie nominale, diffusa in gran parte dell'areale europeo della specie (compreso il Nord Italia) ad est fino all'Enisej, all'Altaj e a Krasnoyarsk;
- Linaria cannabina autochthona (Clancey, 1946) - endemica della Scozia;
- Linaria cannabina bella (Brehm, 1845) - diffusa in Crimea, Turchia, Cipro e Levante ad est fino alla Mongolia occidentale e al Turkestan orientale attraverso Caucaso, Iran, Turkmenistan meridionale, Kazakistan meridionale e orientale e Afghanistan settentrionale, con popolazioni svernanti anche nel Pakistan settentrionale e nel Punjab;
- Linaria cannabina mediterranea (Tschusi, 1903) - diffusa in gran parte dell'Europa meridionale, (penisola iberica centro-meridionale, Baleari, Italia centro-meridionale, Croazia, Grecia con Creta ed isole egee), oltre che in Nordafrica;
- Linaria cannabina guentheri (Tschusi, 1901) - endemica di Madeira;
- Linaria cannabina meadewaldoi (Hartert, 1901) - endemica delle Canarie occidentali (El Hierro, La Gomera, La Palma, Tenerife e Gran Canaria);
- Linaria cannabina harterti (Bannerman, 1913) - endemica delle Canarie orientali (Lanzarote, Fuerteventura e Alegranza);

La sottospecie guentheri veniva in passato conosciuta come L. c. nana, nome attualmente considerato obsoleto in quanto già occupato: alcuni autori considerano inoltre la sottospecie mediterranea come parte della sottospecie nominale, mentre secondo altri le popolazioni della sottospecie bella diffuse in Crimea, nord dell'Iran e Kashmir andrebbero elevate al rango di sottospecie a sé stanti rispettivamente coi nomi di taurica, persica e fringillirostris.